# 国立司法省研究所
国立司法省研究所（こくりつしほうしょうけんきゅうじょ National Institute of Justice）は、アメリカ合衆国司法省傘下の研究・教育機関。司法計画室(Office of Justice Programs)内の部局であり、本部はワシントンD.C.に所在する。1968年に設立された。
法の執行や法医学、司法プロセス等の研究を行っている。ボディアーマーの耐弾性に関する規格制定も行っており、これはNIJ規格として知られる。

## 参考
1. ↑  “About NIJ”.   National Institute of Justice. 2021年4月11日閲覧。
2. ↑  “Strategic Challenges and Research Agenda”.   National Institute of Justice. 2021年4月11日閲覧。
3. ↑  “Body Armor”.   National Institute of Justice. 2021年4月11日閲覧。